# Feldbahn der Kohlengruben bei Gondiswil
| Lokomotiv-Depot bei der Kohlengrube Gondiswil, 18. Feb. 1918 |                     |                                       |                                       |
| Spurweite: | 600 mm (Schmalspur) |                                       |                                       |
| |                     |                                       |                                       |
| \| \| \| Kohlengrube Gondiswil-Dorf \| \| \| \| Huttwil-Wolhusen-Bahn von Wolhusen \| \| \| \| Haltestelle Gondiswil 2009 aufgehoben[1] \| \| \| \| Huttwil-Wolhusen-Bahn nach Huttwil \| |                     |                                       |                                       |
| Betriebs-/Güterbahnhof Streckenanfang (Strecke außer Betrieb) |                     | Kohlengrube Gondiswil-Dorf            | Kohlengrube Gondiswil-Dorf            |
| Strecke (außer Betrieb) · Strecke von links |                     | Huttwil-Wolhusen-Bahn von Wolhusen    | Huttwil-Wolhusen-Bahn von Wolhusen    |
| Betriebs-/Güterbahnhof Streckenende (Strecke außer Betrieb) · ehemaliger Haltepunkt / Haltestelle                                                                                         |                     | Haltestelle Gondiswil 2009 aufgehoben | Haltestelle Gondiswil 2009 aufgehoben |
| Strecke nach rechts |                     | Huttwil-Wolhusen-Bahn nach Huttwil    | Huttwil-Wolhusen-Bahn nach Huttwil    |

Die Feldbahn der Kohlengruben bei Gondiswil war eine 1917–1920 und 1940–1946 betriebene 600-mm-Schmalspurbahn bei Gondiswil in der Schweiz.

## Geschichte
Als um 1890 in Zell der Turnplatz erweitert wurde, kamen erste Kohleschichten zum Vorschein, die ein Nachbar auf seinem Grundstück ausbeutete und nach Huttwil verkaufte. Beim Bau der Huttwil-Wolhusen-Bahn wurden dann weitere Vorkommen angeschnitten. Während des Ersten Weltkriegs konnte nahezu keine Kohle mehr in die Schweiz importiert werden. Daher wurden die lokalen Kohlelagerstätten abgebaut, obwohl die gefundene Schieferkohle nur einen geringen Brennwert hatte, beim Verbrennen unangenehm nach Schwefel roch und oft mehr an Torf als an Kohle erinnerte.
Am Abbau beteiligten sich fünf Unternehmen, die zwischen Gondiswil und Zell zwölf Gruben betrieben:
- G. Weinmann, Zürich
- Braunkohlen AG Gondiswil
- Luzerner Kohlenwerke, hervorgegangen aus der Konservenfabrik Luzern
- Compagnon & Honegger, Genf
- Hypothekarschreiber Huber und Konsorten, Zell[2][3]

Während der beiden Weltkriege wurde in den Abbauphasen 1917–1920 und 1940–1946 zwar viel Kohle gefördert, aber in Friedenszeiten war der Kohleabbau bei Gondiswil im Vergleich zum Kohlenimport nicht konkurrenzfähig.

## Lokomotiven

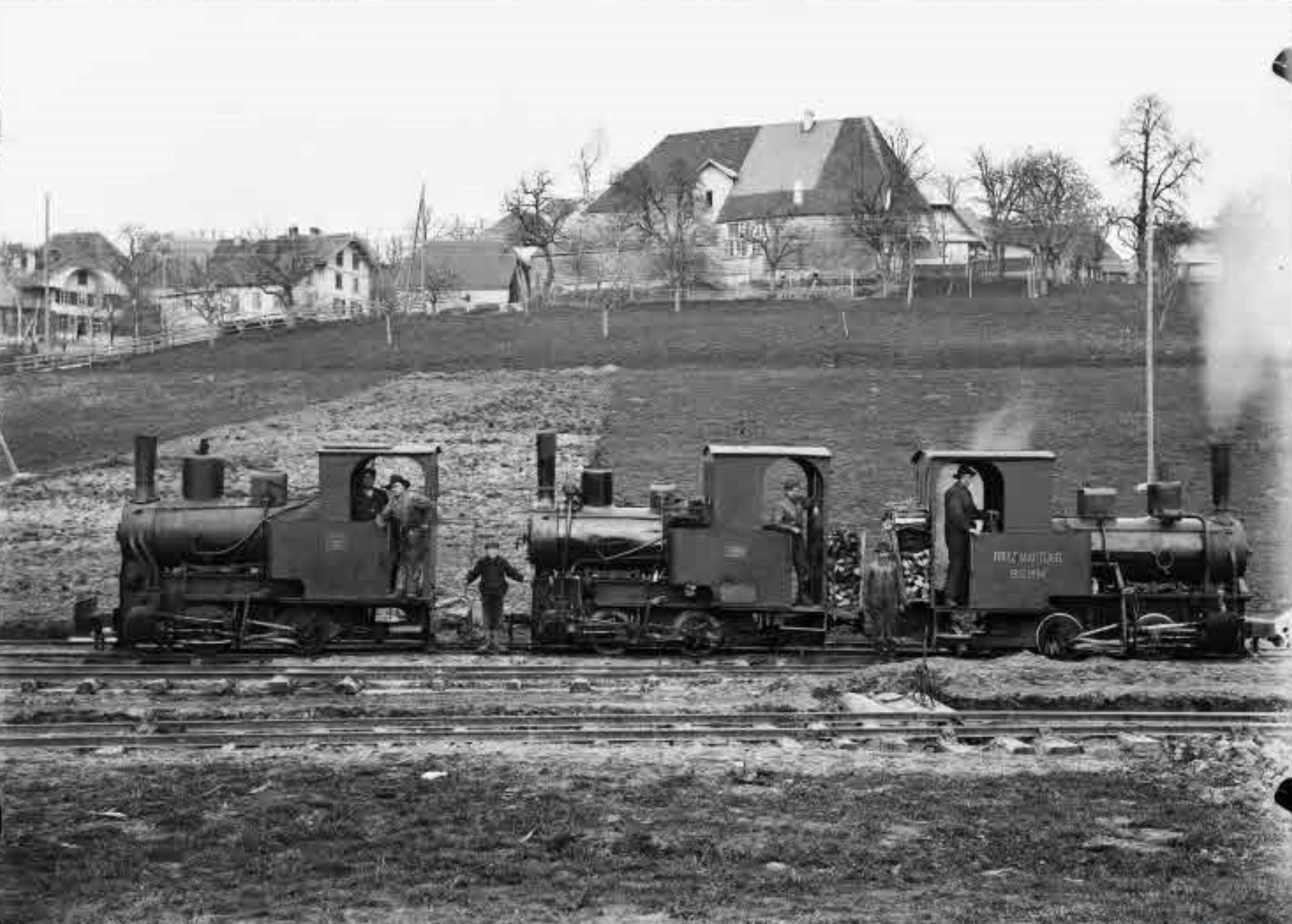
Lokomotiven der Fritz Marti AG, Bern und der O&K AG
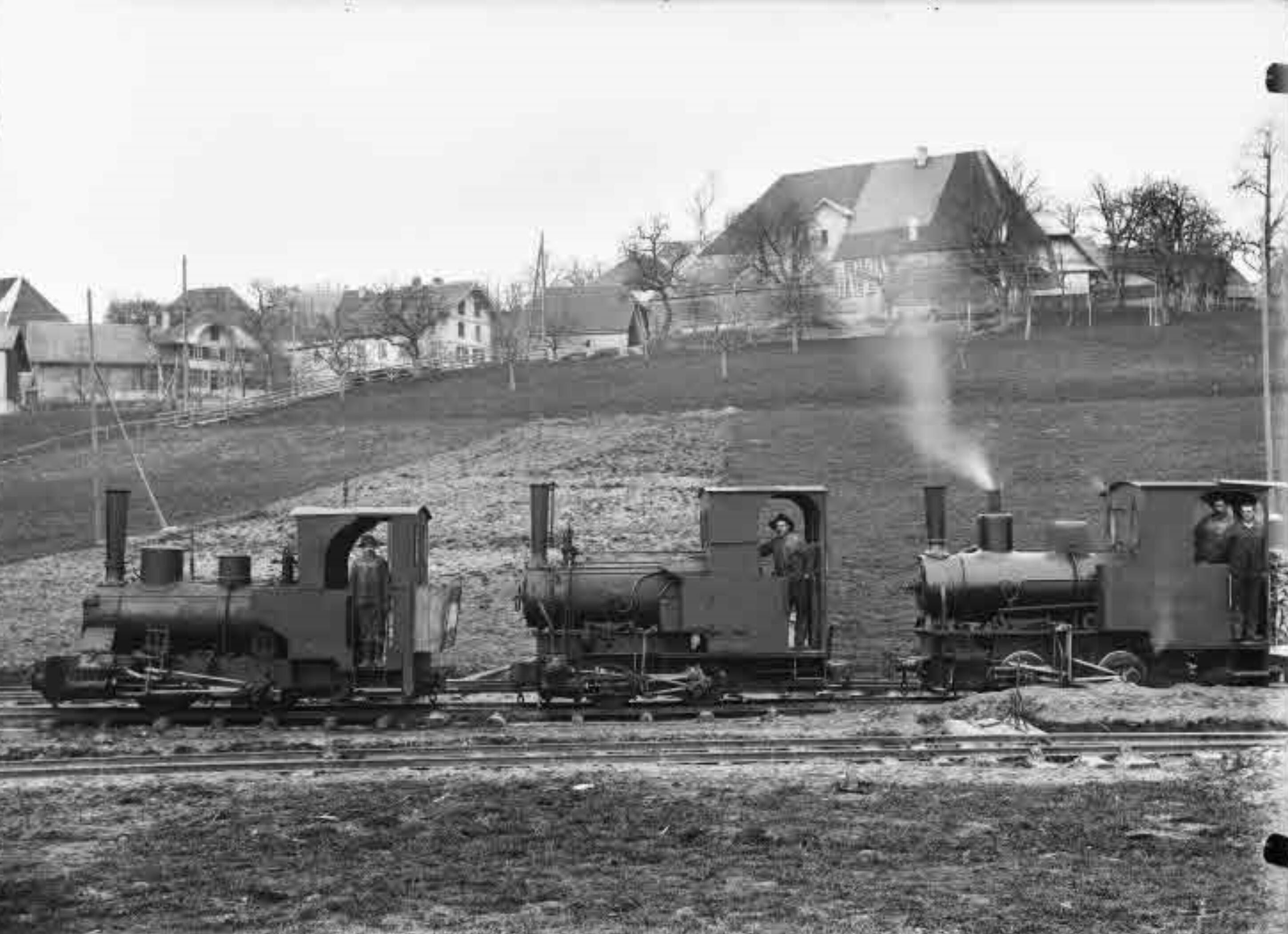
Drei Lokomotiven bei der Kohlengrube Gondiswil-Dorf
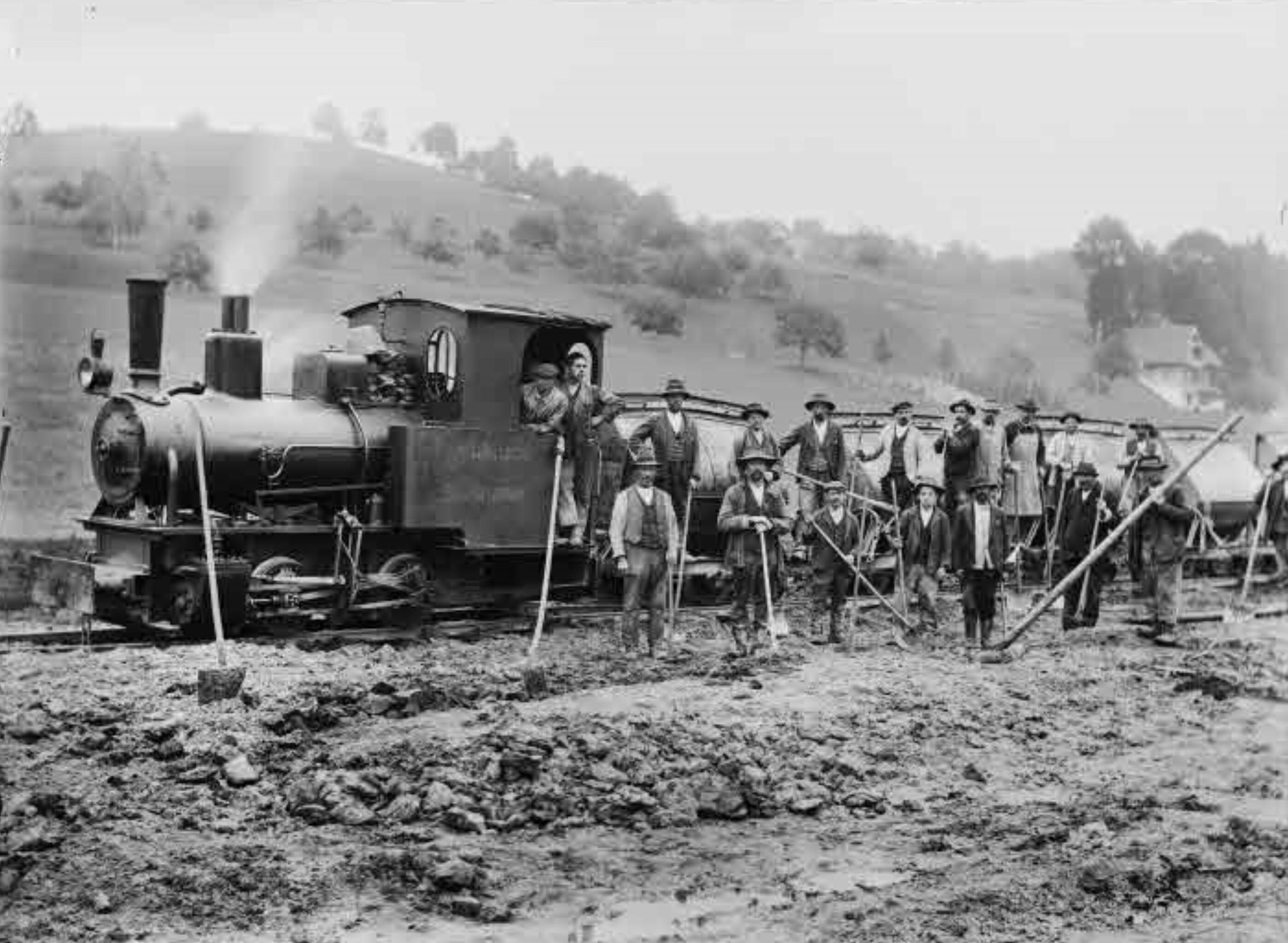
Lok der Bauunternehmung Frutiger, Lüthi und Lanzrein
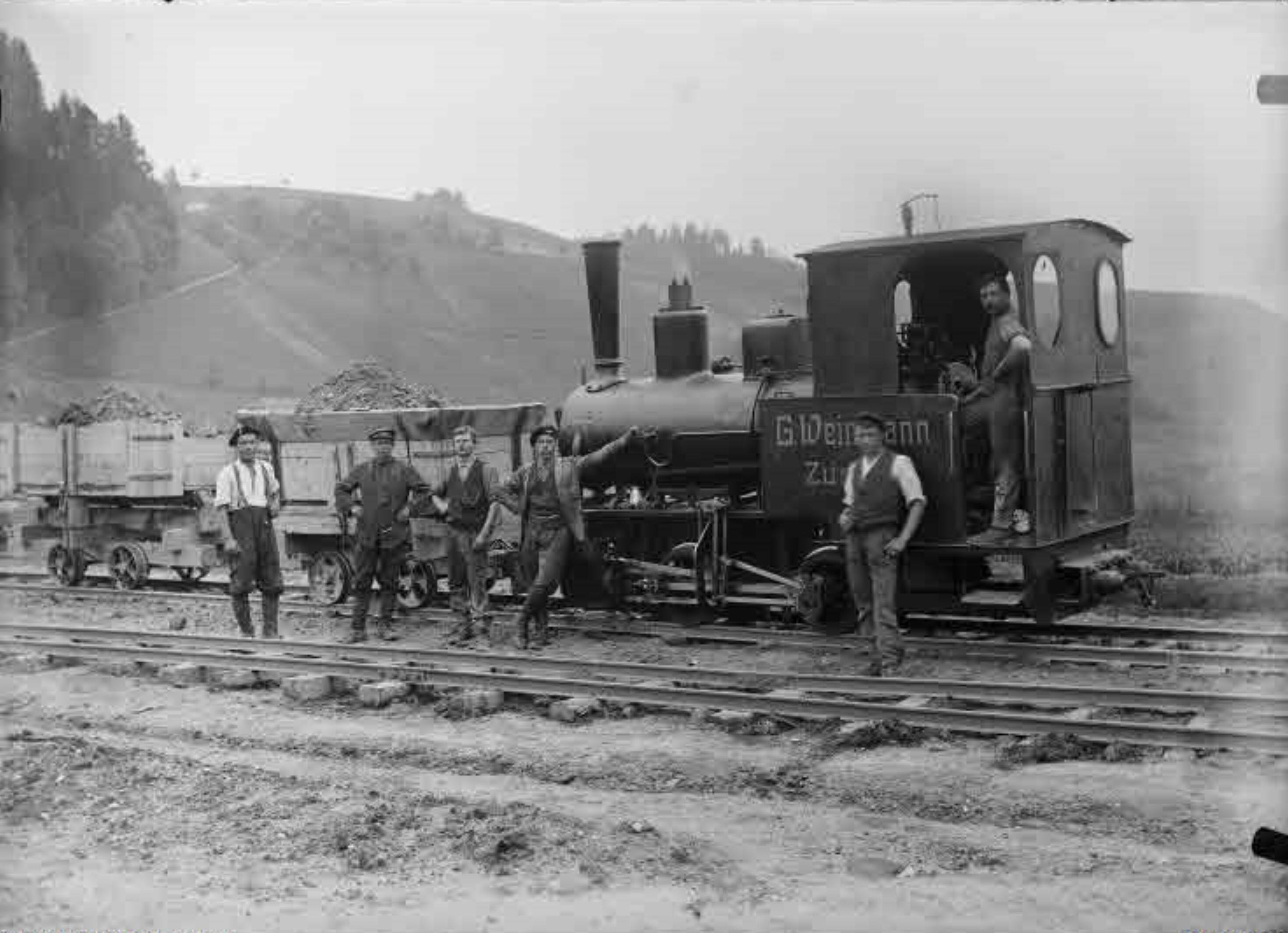
Lokomotive von G. Weinmann, Zürich
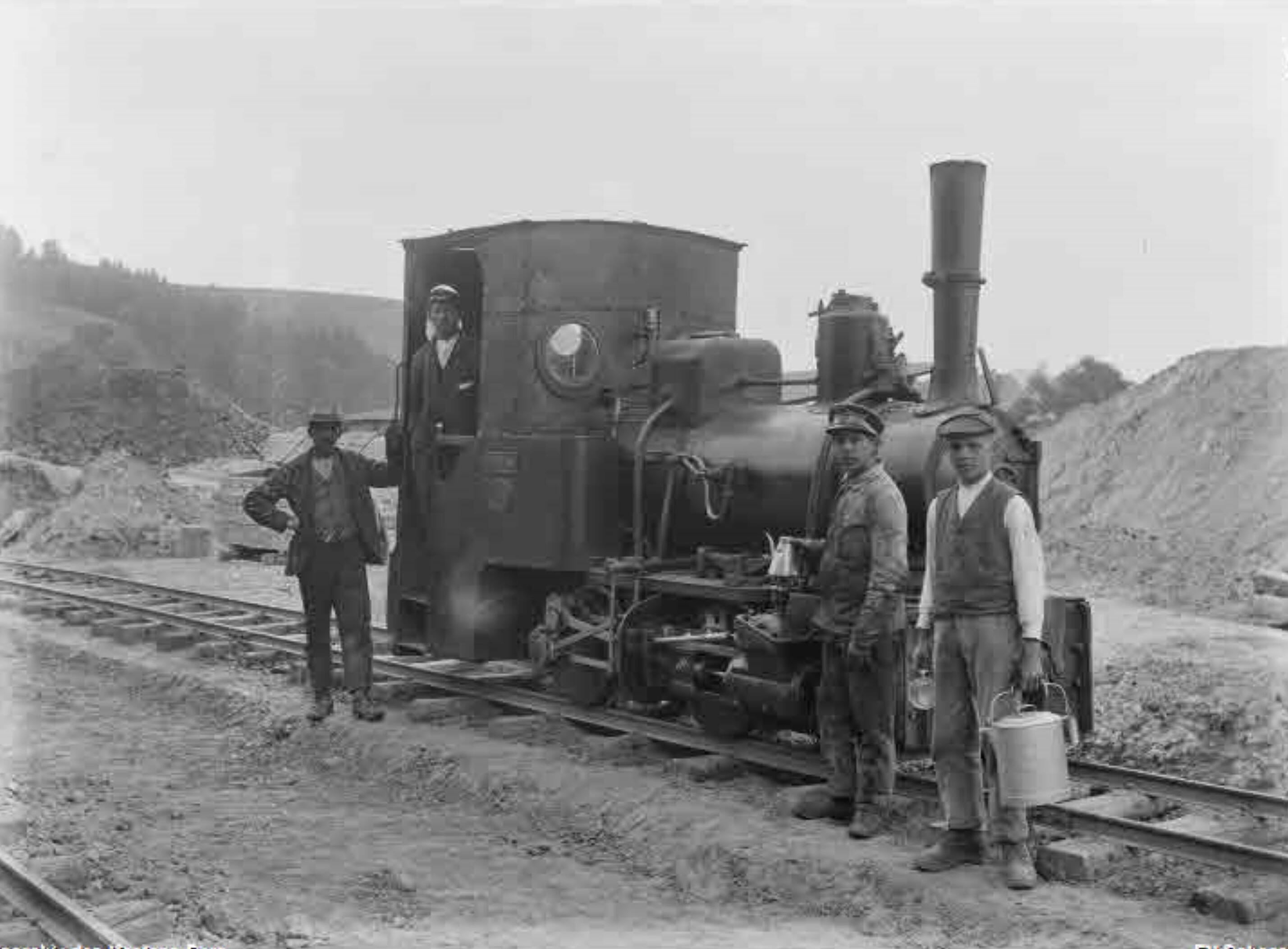
Lokomotive in der Kohlengrube Gondiswil-Haltestelle

## Abbaustatistik vom 1. Januar 1918 bis 30. April 1919
| Nr. | Bild           | Vorkommen                           | Konzessionär                            | Geförderte Kohle | Arbeiter- schichten | kg Kohle/pro Arbeiterschicht |
| --- | -------------- | ----------------------------------- | --------------------------------------- | ---------------- | ------------------- | ---------------------------- |
| 1.  |                | Gondiswil-Haltestelle               | Gustav Weinmann                         | 16'800 t         | 38'587              | 436                          |
| 2.  |                | Engelprächtigen-Ost                 | A.-G. Luzerner Kohlenwerke              | 11'300 t         | 25'979              | 435                          |
| 3.  |                | Fuchsmatt-Ost                       | A.-G. Luzerner Kohlenwerke              | 13'500 t         | 27'242              | 495                          |
| 4.  |                | Vogelnest-Zell                      | Gustav Weinmann                         | 10'400 t         | 23'124              | 462                          |
| 5.  | Vogelnest-Zell | Compagnon & Honegger                | 6'000 t                                 | -                | -                   |                              |
| 6.  | Vogelnest-Zell | Genossenschaft für Kohlenausbeutung | 3'800 t                                 | 9'826            | 387                 |                              |
| 7.  |                | Hinterrinderweid, Zell              | A.-G. Luzerner Kohlenwerk               | 3'600 t          | 12'788              | 282                          |
| 8.  |                | Gondiswil-Dorf                      | Bernische Braunkohlengesellschaft A.-G. | 4'200 t          | 17'677              | 237                          |
|     |                |                                     | Total                                   | 696'060 t        | 155'223             | 409,7                        |